# 175281 Kolonics
175281 Kolonics este un asteroid din centura principală de asteroizi.

## Descriere
175281 Kolonics este un asteroid din centura principală de asteroizi. A fost descoperit pe 28 mai 2005 la Piszkesteto de Krisztián Sárneczky. Asteroidul prezintă o orbită caracterizată de o semiaxă mare de 2,98 ua, o excentricitate de 0,11 și o înclinație de 10,8° în raport cu ecliptica.